# Colleen Sostorics
Colleen Sostorics, född den 17 december 1979 i Kennedy, är en kanadensisk ishockeyspelare.
Hon tog OS-guld i damernas ishockeyturnering i samband med de olympiska ishockeytävlingarna 2002 i Salt Lake City.